# 小行星9826
小行星9826（9826 Ehrenfreund）是一颗绕太阳运转的小行星，为主小行星带小行星。该小行星于1977年10月16日发现。

## 轨道参数
小行星9826的轨道半长轴为2.9947702 UA，离心率为0.093。